# Rébellion jacobite de 1715
Rébellions jacobites
La rébellion jacobite de 1715 (parfois désigné comme « The Fifteen » (littéralement « celui de 15 ») ou le soulèvement du comte de Mar) fut une tentative de la part de Jacques François Édouard Stuart (surnommé le « Vieux Prétendant ») de reconquérir le trône britannique en faveur de la dynastie des Stuart exilée.

## Contexte

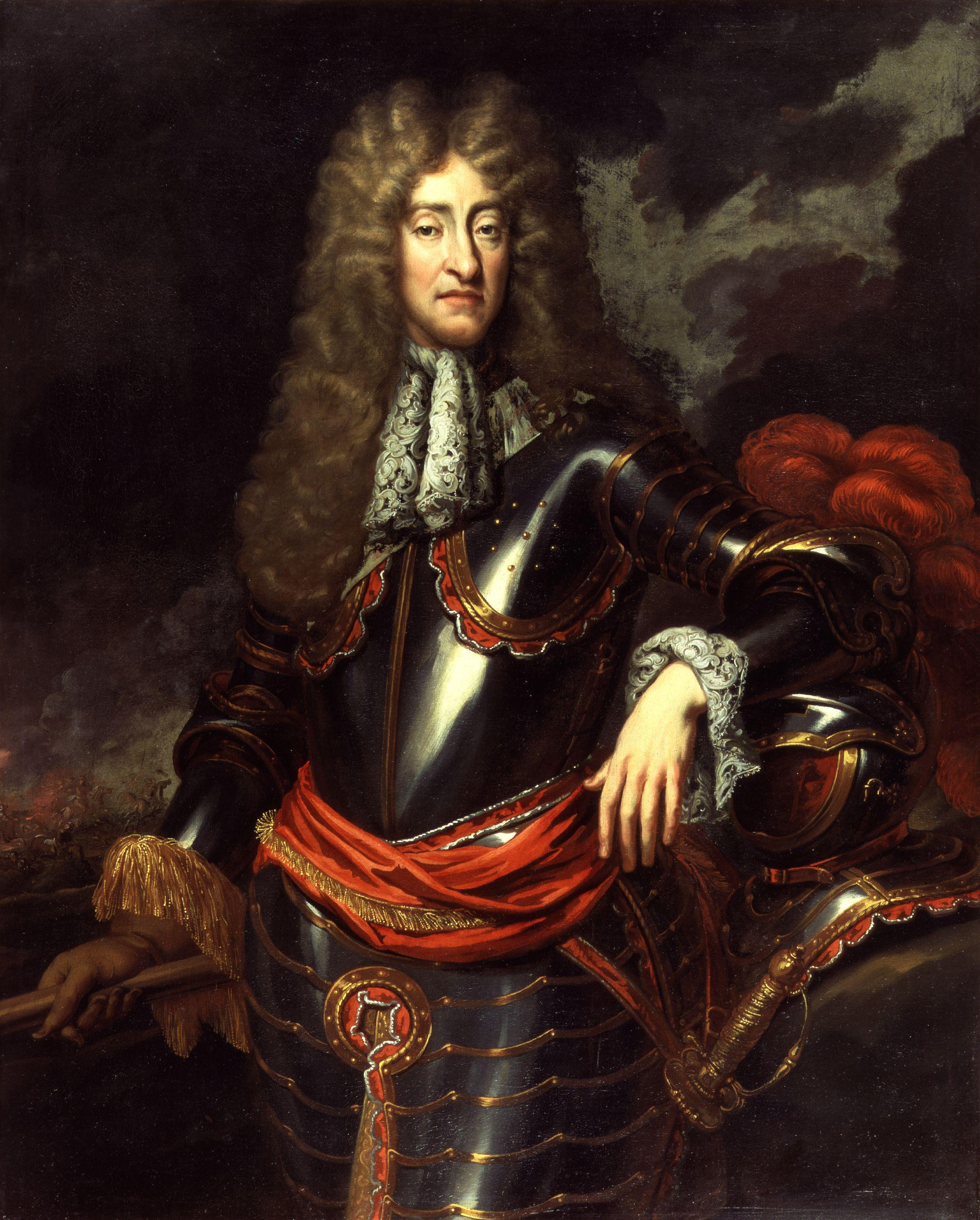
Jacques II d'Angleterre (Jacques VII d'Écosse).

La Glorieuse Révolution de 1688–89 se solda par la fuite du roi Stuart catholique, Jacques II d'Angleterre-Jacques VII d'Écosse, qui trouva l'exil en France sous la protection de Louis XIV. La fille de Jacques et son mari, qui était aussi le neveu de Jacques, montèrent sur le trône britannique en tant que souverains consorts, sous les noms de Guillaume III et Marie II. En 1690, le presbytérianisme fut déclaré religion d'État en Écosse. L'Acte d'établissement de 1701 désigna la Maison de Hanovre protestante à la succession du trône d'Angleterre. L'Acte d'Union de 1707 étendit l'Acte d'établissement à l'Écosse. À la mort de la reine Anne en 1714, le prince-électeur de Hanovre, George Ier, lui succéda sur le trône britannique. L'accession de George Ier au trône conduisit à une suprématie du parti Whig, les Tories se retrouvant dépourvu de tout pouvoir politique. Le nouveau gouvernement Whig voulut poursuivre en justice des membres de l'administration Tory de 1710-1714 pour irrégularités financières ; Robert Harley fut emprisonné à la Tour de Londres et le vicomte de Bolingbroke fuit en France avant d'être arrêté. Bolingbroke devint par la suite ministre du Prétendant et se vit offrir le titre de vicomte par ce dernier.
Le 14 mars 1715, le Prétendant sollicita l'aide du pape Clément XI pour mener à bien un soulèvement jacobite : "Ce n'est pas tant un fils dévoué, oppressé par les injustices de ses ennemis, qu'une Église persécutée et menacée de destruction, qui implore la protection et l'aide de son honorable souverain pontife". Le 19 août, Bolingbroke écrivit au Prétendant : "Nous en arrivons à un point où soit vous, Sir, à la tête des Tories, sauvez l'Église et la Constitution d'Angleterre, soit elles seront toutes deux irrémédiablement perdues et ce à jamais". Le Prétendant pensait que le duc de Marlborough le rejoindrait lorsqu'il débarquerait en Écosse, et écrivit à Jacques Fitz-James le 23 août : "Je crois qu'il est maintenant plus que jamais Maintenant ou jamais.

## Un nouvel étendard
Bien qu'il n'ait pas reçu l'ordre de la part de Jacques de déclencher le soulèvement, le comte de Mar prit la mer à Londres en direction de l'Écosse et tint le premier conseil de guerre le 27 août à Braemar. Le 6 septembre, toujours à Braemar, le comte de Mar leva l'étendard de "Jacques VIII d'Écosse et III d'Angleterre", accompagnés de 600 sympathisants.
En guise de réponse, le Parlement britannique suspendit l'habeas corpus et vota une loi octroyant aux métayers qui refusaient de soutenir les Jacobites les terres de leur propriétaire si ce dernier était un Jacobite. Certains des métayers du comte de Mar se rendirent à Édimbourg afin de prouver leur loyauté et d'acquérir leur titre de propriété.

## Le combat pour l'Écosse

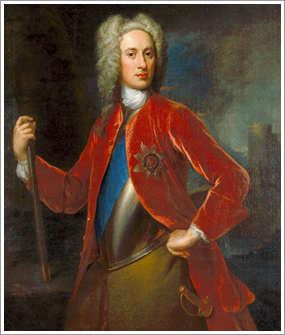
Le duc d'Argyll.

Les Jacobites furent victorieux dans le centre de l'Écosse. Ils prirent Inverness, le château des Gordon, Aberdeen et Dundee, bien qu'ils ne parvinrent pas à s'emparer de Fort William. Au château d'Édimbourg se trouvaient des armes pour plus de 10 000 hommes, ainsi que 100 000 livres sterling remises à l'Écosse lors de son entrée dans l'Union avec l'Angleterre. Lord Drummond, avec à ses côtés 80 Jacobites, tenta de prendre le château sous le couvert de la nuit, mais le gouverneur du château eut vent de leurs projets et parvint à le défendre.
En octobre, les forces du comte de Mar (près de 20 000 hommes) avaient pris le contrôle de toute la partie de l'Écosse située au nord du Firth of Forth, excepté le château de Stirling. Cependant, le comte de Mar était hésitant et la prise de Perth ainsi que le déplacement vers le sud de 2 000 hommes furent probablement décidés par des subordonnés. L'indécision du comte de Mar donnèrent aux forces hanovriennes commandées par le duc d'Argyll le temps de se renforcer.
Le 22 octobre le comte de Mar reçut de la part de Jacques le titre de commandant de l'armée jacobite. Les troupes jacobites étaient trois fois plus nombreuses que celles du duc d'Argyll et le comte de Mar décida d'aller s'emparer du château de Stirling. Le 13 novembre les deux armées s'affrontèrent lors de la bataille de Sheriffmuir. Le combat fut serré mais, alors que la bataille était presque terminée, il restait 4 000 hommes du côté jacobite et seulement 1 000 sous les ordres du duc d'Argyll. L'armée du comte de Mar commença à se resserrer autour des troupes du duc d'Argyll, qui se défendaient à grand peine, mais le comte de Mar ne lui donna pas l'ordre d'avancer, croyant sans doute qu'il avait déjà remporté la bataille (le duc d'Argyll avait perdu 660 hommes, trois fois plus que le comte de Mar). Le comte de Mar se retira alors à Perth. Le même jour que la bataille de Sherrifmuir, Inverness se rendit devant les troupes hanovriennes, et un escadron jacobite plus modeste mené par Mackintosh of Borlum fut vaincu lors de la bataille de Preston.

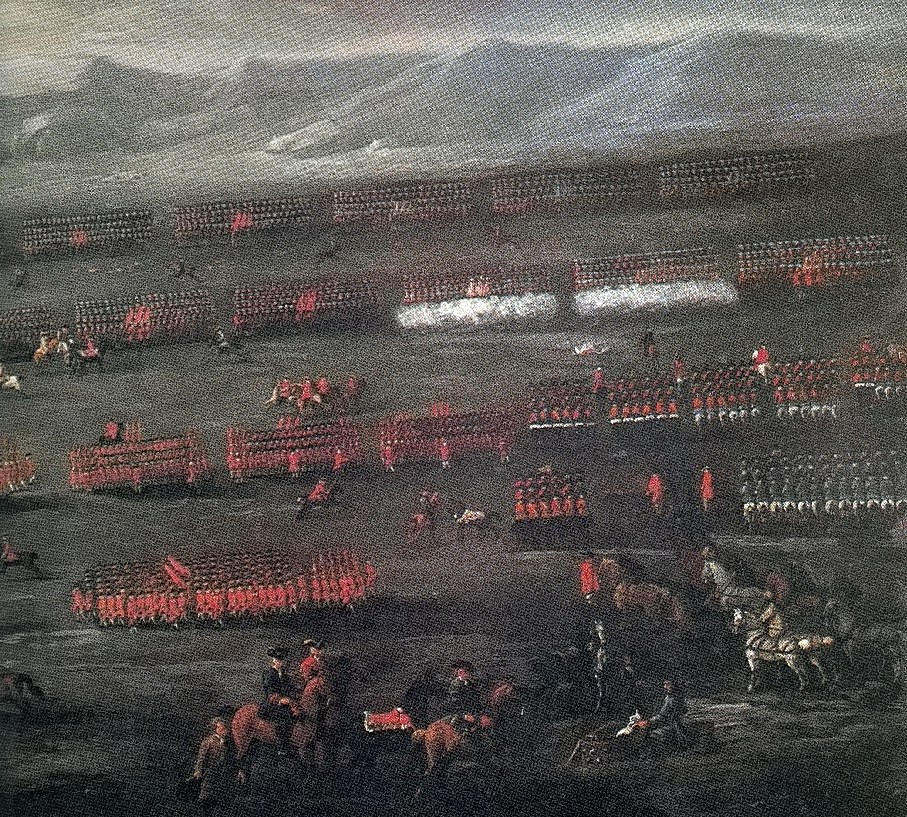
La bataille de Sheriffmuir.

## La situation en Angleterre
Parmi les instigateurs d'un complot jacobite visant à une insurrection dans l'ouest de l'Angleterre se trouvaient trois pairs et six membres du Parlement. Dans la nuit du 2 octobre, le gouvernement arrêta les meneurs et obtint facilement le lendemain l'assentiment du Parlement pour ces arrestations. Le meneur des Jacobites anglais, Sir William Wyndham, faisait partie de ceux qui furent arrêtés. Le gouvernement envoya des renforts à Bristol, Southampton et Plymouth pour s'assurer que ces villes ne tomberaient pas entre les mains des Jacobites. Oxford était une ville notoirement monarchiste et le gouvernement la considéra comme étant favorable au Prétendant, c'est pourquoi le 17 octobre le général Pepper et ses dragons pénétrèrent dans la ville et arrêtèrent d'éminents Jacobites sans rencontrer de résistance.
Un soulèvement anglais eut tout de même lieu en 1715. Un autre soulèvement qui tiendrait guise de diversion avait été planifié dans le comté de Northumberland afin d'accompagner le soulèvement principal qui aurait lieu dans l'ouest du pays. Bien que le soulèvement prévu dans l'ouest fut sabordé par la réaction rapide du gouvernement, celui du Northumberland eut bien lieu, le 6 octobre 1715. D'éminents personnages prirent part à ce soulèvement anglais, dont deux pairs du royaume, James Radclyffe, 3e comte de Derwentwater et William Widdrington, 4e baron Widdrington, ainsi qu'un futur pair, Charles Radclyffe, qui devint plus tard le 5e comte de Derwentwater de jure. Un autre futur pair anglais, Edward Howard, qui devint par la suite le 9e duc de Norfolk, rejoignit le soulèvement un peu plus tard dans le Lancashire, comme le firent d'autres personnages importants, parmi lesquels Robert Cotton, l'un des seigneurs les plus puissants du Huntingdonshire.
Les Jacobites anglais rejoignirent une troupe jacobite des Scottish Borders menée par William Gordon, 6e vicomte Kenmure, et cette petite armée fut rejointe par le contingent de Mackintosh. Elle pénétra en Angleterre jusqu'à Preston, où les forces du gouvernement la rattrapèrent. Cela donna lieu à la bataille de Preston, du 12 au 14 novembre. En réalité, les Jacobites remportèrent le premier jour de la bataille, tuant une grande partie des forces gouvernementales. Cependant, des renforts du gouvernement arrivèrent le jour suivant et les Jacobites finirent par se rendre.

## Conséquences
Le 22 décembre le Prétendant débarqua sur le sol écossais à Peterhead, mais lorsqu'il arriva à Perth le 9 janvier 1716, l'armée jacobite comptait moins de 5 000 hommes. Les forces d'Argyll disposaient en revanche d'une artillerie lourde et elles progressaient rapidement. Mar décida de brûler un certain nombre de villages entre Perth et Stirling, de manière à empêcher l'armée d'Argyll de se ravitailler. Le 30 janvier, Mar fit quitter Perth à l'armée jacobite en la conduisant vers le nord et, le 4 février, le Prétendant écrivit une lettre d'adieu à l'Écosse, puis prit la mer à Montrose le jour suivant.
Nombre de Jacobites qui avaient été faits prisonniers furent jugés pour trahison et condamnés à la peine de mort. Néanmoins, en juillet 1717, l'Indemnity Act eut pour effet de gracier tous ceux qui avaient participé au soulèvement, à l'exception du clan MacGregor, qui fut expressément privé des avantages apportés par cette loi. Rob Roy MacGregor était l'un de ceux qui ne furent pas graciés.
Le fils de James, Charles Édouard Stuart, tenta de conquérir le trône pour son père en 1745 lors d'un second soulèvement jacobite, mais celui-ci échoua. James mourut en 1766.